# William Tryon

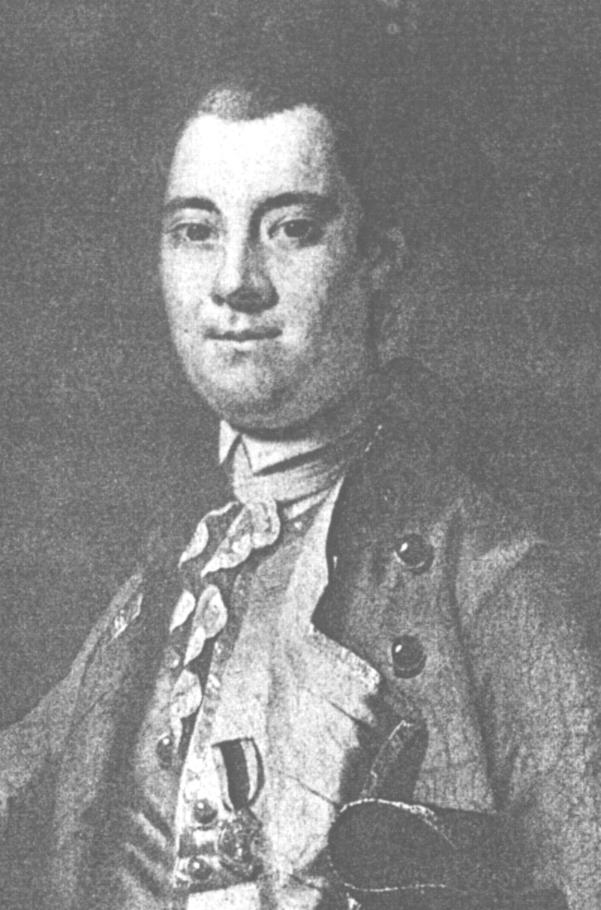
William Tryon, 1767

William Tryon (* 8. Juni 1729 in Norbury Park, Surrey, England; † 27. Januar 1788 in London) war ein britischer Offizier und Kolonialgouverneur.
Nach Aufnahme einer militärischen Laufbahn wurde er zum Gouverneur bestellt und verwaltete von 1765 bis 1771 die koloniale Provinz North Carolina, er wurde in dieser Funktion vor allem durch die Niederschlagung des Aufstands der Regulatoren in North Carolina bekannt. Von 1771 bis 1780 war er Gouverneur der Provinz New York, nach Differenzen in der Kriegsführung während des Amerikanischen Unabhängigkeitskrieges wurde er zurück nach England beordert, von wo aus er seine ihm unterstellten Einheiten in Amerika und Kanada bis zu seinem Tod überwachte.

## Herkunft und frühe Karriere in der Armee
Er war der Sohn des Charles Tryon († nach 1766), Gutsherr von Norbury Park in Surrey, aus dessen Ehe mit Lady Mary Shirley, Tochter des Robert Shirley, 1. Earl Ferrers. 1751 trat er als Lieutenant des 1st Regiment of Foot Guards in die British Army ein und erwarb noch im selben Jahr eine Beförderung zum Captain.
Er hatte mit Mary Stanton, die er nie heiratete, eine Tochter. Stattdessen heiratete er 1757 Margaret Wake (um 1732–1819), eine Erbin aus London, die über eine Erbschaft in Höhe von 30.000 £ verfügte. Sie war das einzige Kind von William Wake († 1750), der von 1742 bis 1750 Gouverneur der Britischen Ostindien-Kompanie in Bombay war. Mit Margaret hatte er eine Tochter, Margaret Tryon (um 1761–um 1790), und einen Sohn, der jung starb.
Tryon wurde 1758 zum Lieutenant-Colonel befördert. Während des Siebenjährigen Krieges wurde er mit seinem Regiment in den Feldzug bei Cherbourg-St. Malo eingesetzt. Sie landeten bei Cherbourg und zerstörten alle militärischen Einrichtungen. Sie zogen nach St. Malo weiter, dort verlief die Operation bis zu ihrem Rückzug ebenfalls reibungslos. Auf dem Weg zurück gerieten sie jedoch unter heftigen französischen Beschuss. Tryon wurde dabei an der Hüfte und am Kopf verletzt.

## Gouverneur von North Carolina
Am 26. April 1764 wurde Tryon durch familiäre Beziehungen zum geschäftsführenden Lieutenant Governor der Provinz North Carolina ernannt. Er kam am 9. Oktober in North Carolina mit seiner Familie, darunter auch seiner jüngeren Tochter und dem Architekten John Hawks an. Dort traf er seinen Vorgänger Arthur Dobbs an, der sich weigerte, sein Amt vor Mai des Folgejahres aufzugeben. Tryon musste bis zum Tode Dobbs am 28. März ohne Einkommen zurechtkommen und übernahm dann das Amt als Lieutenant Gouverneur. Am 10. Juli 1765 wurde er schließlich vom König zum Gouverneur befördert und richtete seinen Amtssitz in Brunswick Town ein.
Nachdem er sein Amt angetreten hatte, arbeitete Tryon daran, den Einfluss der Church of England in North Carolina zu erweitern. Zu dieser Zeit gab es nur fünf anglikanische Geistliche in der Kolonie und Tryon drängte auf den Abschluss mehrerer begonnener Kirchenbauprojekte in Brunswick Town, Wilmington, Edenton und New Bern. Er wies diesen Kirchen Geistliche zu und unterstützte die Errichtung neuer Kirchen, insbesondere in den ländlichen Gebieten North Carolinas.
In North Carolina gab es eine starke Opposition gegen die Einführung des Stamp Act (engl. für Stempelgesetz) aus dem Jahre 1765. Mit diesem durch das britische Parlament verabschiedete Gesetz wurde eine Stempelsteuer erhoben, die jedes offizielle Schriftstück und Dokument in den Dreizehn Kolonien besteuerte. Als die Delegierten aus den Kolonien sich zur Entscheidung über dieses Gesetz in New York zum sogenannten „Stamp Act Congress“ versammelten, war der Kolonialrat North Carolinas nicht in einer Sitzungsperiode, so dass keine Delegierten für den Stamp Act Congress ausgewählt und nach New York geschickt werden konnten. Um eine Beteiligung North Carolinas an dieser Versammlung und die Ablehnung des Stamp Actes in einer entsprechenden Resolution zu verhindern, weigerte sich Tryon von 18. Mai 1765 bis zum 3. November 1766 Versammlungen des Kolonialrates zu genehmigen. Tryon behauptete, er sei selbst auch gegen die Einführung dieser Stempelsteuer und bot an, die Steuer für alle Papiere und Dokumente zu übernehmen, durch die er Anspruch auf Gebühren hatte. Er forderte Truppen an um die Steuer gegen den Widerstand der Bevölkerung durchzusetzen, stattdessen wurde er am 25. Juni 1766 informiert, dass das Gesetz aufgehoben wurde.

### Tryon Palace

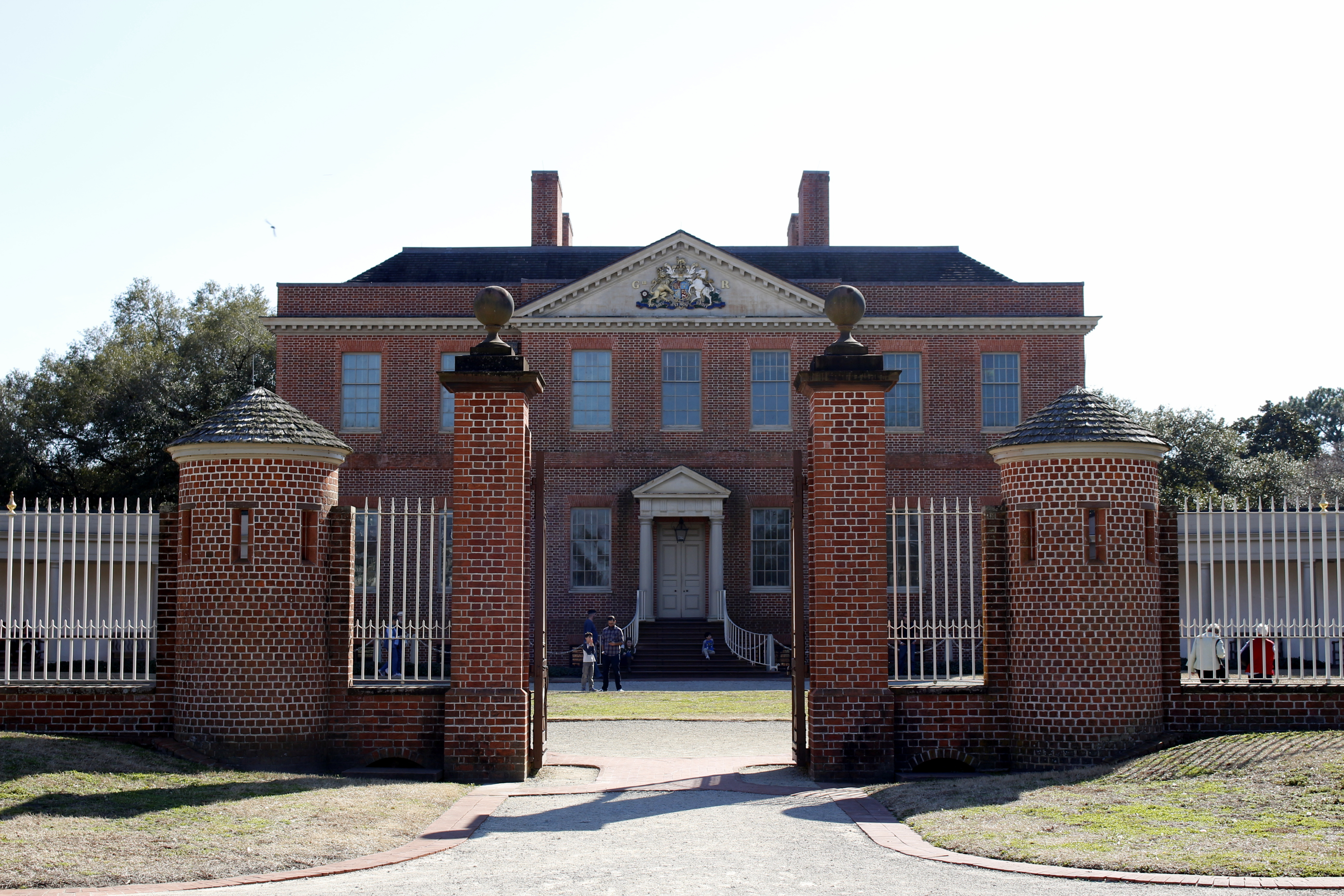
Tryon Palace nach der Rekonstruktion im 2017

Während Tryon bereits vor seiner Amtseinsetzung an den Plänen für Tryon Palace, den Amtssitz des Gouverneurs arbeitete, arbeitete er in den Jahren 1764 und 1765 gemeinsam mit Hawks an der Errichtung. Der Rat genehmigte im Dezember 1766 für den Aufbau des Gebäudes 5000 £, jedoch teilte Tryon dem Rat mit, dass er mindestens 10.000 £ für den Bau seines bescheidenen Heims brauchen würde, dabei seien die Außenanlagen nicht inbegriffen. Hawks willigte ein, die Bauarbeiten für drei Jahre zu leiten und fuhr nach auf Tryons Anweisung hin nach Philadelphia um Arbeiter im Norden anzuwerben. Tryon ging davon aus, dass die Arbeiter in North Carolina nicht in der Lage seien, einen Bau wie diesen fachgerecht zu erstellen. Tryon überzeugte die Legislative der Kolonie, die Steuern zu erhöhen, um die Kosten für das Gebäude zu decken. Im Jahre 1769 etablierte er in der Kolonie einen Postdienst. Im Folgejahr wurde Tryon Palace fertiggestellt und Tryon bezog seinen neuen Wohnsitz, der als „außergewöhnliches Monument der Opulenz und Eleganz in den amerikanischen Kolonien“ beschrieben wurde.

### Aufstand der Regulatoren
Er wurde insbesondere für die Niederschlagung des Aufstands der Regulatoren im westlichen North Carolina in den Jahren zwischen 1768 und 1771 bekannt. Tryon unterdrückte den Aufstand, der unter anderem durch die Steuererhebungen für den Bau des Tryon Palace, sowie durch die Verschwendung durch Steuern und Korruption, ausgelöst wurde. Tryons Milizen besiegten 6000 aufständische Regulatoren in der Schlacht von Alamance im Mai 1771. Unterstützt durch Richter Richard Henderson ließ er sieben der Regulatoren hinrichten, die meisten wurden auf Basis des von der Generalversammlung erlassenen Riot Act (englisch für „Aufruhrgesetz“) verurteilt, der Aufruhr vorübergehend zu einem Kapitalverbrechen erklärte. Zu den Hingerichteten gehörten James Few, Benjamin Merrell, James Pugh, Robert Matear, „Captain“ Robert Messer und zwei weitere Männer. Sechs weitere Männer – Forrester Mercer, James Stewart, James Emmerson, Herman Cox, William Brown und James Copeland – wurden durch König Georg III. begnadigt und von Tryon entlassen. Der Aufstand der Regulatoren wird von einigen Historikern als Auftakt des Amerikanischen Unabhängigkeitskrieges betrachtet.
Nach Ende seiner Amtszeit verließ Tryon North Carolina am 30. Juni 1771.

## Gouverneur von New York
Am 8. Juli 1771 traf Tryon in der Provinz New York ein und trat sein neues Amt als Gouverneur an. In Jahren 1771 und 1772 konnte er den Kolonialrat überzeugen Gelder für die Einquartierung britischer Truppen bereitzustellen. Am 18. März 1772 erreichte er die Einrichtung einer staatlichen Miliz. Ebenso wurden Gelder gewährt, um die Verteidigungsanlagen der Stadt wieder aufzubauen. Im Mai 1772 wurde er in den Brevet-Rang eines Colonel befördert.
1773 wuchs der Widerstand gegen den geplanten Tea Act (englisch für „Tee-Gesetz“). Mit diesem Gesetz sollte der von der Ostindien-Kompanie importierte Teepreis gesenkt werden, jedoch nicht die amerikanischen Importzölle, was zu einer deutlichen Bevorzugung der britischen Importe geführt hätte. Im Dezember überzeugten die oppositionellen „Sons of Liberty“ in verschiedenen Bundesstaaten die Kapitäne und Lotsen der mit englischem Tee beladenen Schiffe keine amerikanischen Häfen mehr anzulaufen. Tryson schlug vor, die Schiffe einlaufen zu lassen, sie zu entladen und den Tee bis auf Weiteres in Fort George zu lagern. Die Sons of Liberty widersetzten sich diesem Vorschlag und Alexander McDougall, einer ihrer Anführer sagte „…verhindert die Landung, tötet den Gouverneur und den ganzen Rat“. Als am 22. Dezember die Nachricht von der Boston Tea Party New York erreichte, gab Tryon den Plan auf, den Tee an Land zu schaffen. Er meldete an London der Tee könne „nur unter Schutz eines aufgesetzten Bajonetts und der Mündung einer Kanone“ an Land gebracht werden. 1774 warfen die New Yorker ihren Tee, ebenso wie die Bostoner, ins Wasser.
Am 29. Dezember 1773 brannte das Wohnhaus des Gouverneurs komplett nieder, ihm wurden vom New Yorker Rat 5000 £ gewährt, um seine Verluste wieder auszugleichen.
Am 7. April 1774 reiste Tryon zu einem Besuch in England ab. Während seiner Abwesenheit übernahm Cadwallader Colden das Amt als Stellvertreter des Gouverneurs. Tryon kehrte am 7. April 1775, nach Beginn des Amerikanischen Unabhängigkeitskrieges in die Provinzen zurück. Isaac Sears kehrte mit dem Befehl Tryon festzunehmen vom Kontinentalkongress zurück, jedoch wies George Washington den Kommandanten New Yorks Philip Schuyler an, diesen Haftbefehl nicht auszuführen. Am 19. Oktober 1775 wurde Tyron angewiesen auf dem britischen Marineschiff Halifax im Hafen New Yorks Schutz zu suchen. 1776 löste er den New Yorker Rat auf und rief zu Neuwahlen im Februar auf. Nachdem der neugewählte Rat ebenfalls die Unabhängigkeit unterstützte löste Tryon diesen ebenfalls auf.
Während des Frühjahrs und Sommers 1776 waren Tryon und der Bürgermeister New Yorks in ein Komplott verwickelt. Nach einem schlecht vorbereiteten Plan wollten sie General George Washington entführen und seine führenden Offiziere ermorden. Einer der Leibwächter Washingtons, Thomas Hickey, war in diese Pläne eingeweiht. Als er wegen der Verbreitung Falschgelds ins Gefängnis kam, prahlte er vor seinem Zellengenossen Isaac Ketcham mit der geplanten Entführung. In der Hoffnung freigelassen zu werden, wandte sich Ketcham an die Behörden und enthüllte den Plan. Hickey wurde vor Gericht gestellt, zum Tode verurteilt und am 28. Juni 1776 wegen Meuterei aufgehängt.

### Amerikanischer Unabhängigkeitskrieg
Im Juni erreichte Admiral Lord Howe mit der britischen Armee New York. Howe stellte die Stadt unter Kriegsrecht und ernannte James Robertson zum Befehlshaber New Yorks. Tryon wurde wieder in sein Amt eingesetzt, hatte jedoch deutlich weniger Macht als zuvor. Anfang 1777 wurde Tryon in den lokalen Rang eines Major-General der Truppen in Nordamerika erhoben. Er erhielt den Befehl in Connecticut einzumarschieren und die Stadt Danbury einzunehmen sowie das dortige Magazin zu zerstören. Tryon rückte ein und auf dem Rückweg zur britischen Invasionsflotte in Westport schlug er in der Schlacht von Ridgefield die patriotischen Truppen unter David Wooster und Benedict Arnold. Im Mai erhielt er auch in der britischen Armee den Rang eines Major-General. 1778 wurde er Colonel des 70th Regiment of Foot und dem Kommandeur der britischen Truppen auf Long Island ernannt.
Tryon hatte sich lange für Angriffe auf zivile Ziele ausgesprochen, aber Henry Clinton, sein Befehlshaber, wies seine Vorschläge zurück. Im Juli 1779 befehligte Tryon eine Serie von Überfällen auf die Küste Connecticuts. Dabei wurden New Haven, Fairfield und Norwalk angegriffen, der größte Teil Fairfields und Norwalks wurde geplündert und niedergebrannt. Tryons Absicht war es die amerikanischen Truppen damit von der Verteidigung des Hudson-Tals abzuziehen, jedoch blieb Washington trotz des Drucks durch Gouverneur Trumbull standhaft und hielt die Verteidigung im Hudson-Tal aufrecht. Die Amerikaner beschuldigten Tryon „Krieg gegen Frauen und Kinder“ zu führen und der britische Befehlshaber Clinton war entrüstet über Tryons Verhalten und die Verweigerung seiner Befehle. Tryons Verhalten wurde zwar von Lord George Germain unterstützt, allerdings weigerte sich Clinton ihm je wieder ein wichtiges Kommando zu übertragen.
Im September 1780 kehrte Tryon in seine Heimat London zurück. Er blieb bis 1783 Colonel des 70th Regiment of Foot, das nach Kriegsende 1784 nach England zurückkehrte. 1782 wurde er zum Lieutenant-General befördert und wurde 1784 Colonel des in Kanada stationierten 29th Regiment of Foot.
Er starb am 27. Januar 1788 in London und wurde in einer Gruft auf dem Kirchhof der St. Mary’s Church in Twickenham, Middlesex beigesetzt.

## Gedenken
Verschiedene Orte und Straßen in den Vereinigten Staaten erinnern an Tryon:
- Tryon County im Bundesstaat New York und Tryon County in North Carolina wurden nach Tryon benannt, erhielten jedoch später andere Namen.
- Der Fort Tryon Park in Manhattan trägt seinen Namen. Dieses Gebiet wurde während der amerikanischen Revolution beinahe durchgehend von den Briten gehalten.
- Der Ort Tryon in North Carolina.
- Eine der Hauptstraßen in Charlotte, North Carolina ist nach ihm benannt.
- Eine weitere Straße, Tryon Road in Raleigh trägt ebenfalls seinen Namen und liegt in Wake County, das nach seiner Frau Margaret Wake benannt wurde.
- Weitere Straßen: Tryon Street in Hillsborough, North Carolina, Albany, New York und South Glastonbury, Connecticut. Die letztgenannte führt entlang des Connecticut River und an den Tryon Farmen vorbei, die heute noch Mitgliedern der Tryon Familie gehören. Viele der Nachfahren Tryons leben in Connecticut und New York.